# Heliardo
Heliardo Vieira da Silva, noto semplicemente come Heliardo (Iporã, 14 dicembre 1991), è un calciatore brasiliano, attaccante del Volta Redonda.

## Carriera
Ha giocato nella prima divisione portoghese e nella seconda divisione brasiliana.

## Palmarès
- Campeonato da Região Sul-Fronteira: 1

São José-RS: 2015
- Campeonato Brasileiro Série C: 1

Volta Redonda: 2024